# 齊待R.S.V.P
《齊待R.S.V.P.》是台湾歌手任賢齊的流行音樂專輯，於2009年4月28日正式發行。該專輯是任賢齊加入東亞唱片之後發行的首張個人專輯。

## 曲目
1. 嘿嘿岱日查
2. 良藥苦口
3. 副歌第一句
4. 氣管炎 (中港台3人合唱版)
5. 風雲決 （動畫電影《風雲決》主題曲）
6. 愛你在傷口 （2009年電影《神鎗手》主題曲）
7. 賽跑
8. 氣球
9. 再一次好嗎?
10. 聖誕快來了
11. 朋友，你變了沒有 (粵)
12. 別戀我 (粵)